# Миза Кодасоо
Миза Кодасоо (ест. Kodasoo mõis, нім. Kotzum) — колишній дворянський маєток, що знаходиться на півночі  Естонії в  волості Куусалу повіту Харьюмаа.

## Історія
Перша згадка щодо мизи Котцум відноситься до 1485 р. У 1749 році мизу придбав Адам Йоганн Тізенгаузен. Починаючи з 1769 року, миза у володінні сім'ї Гольштейнів. З 1857 р. до  націоналізації в 1919 р. маєток належав Ребіндерам, останнім з яких був Олександр Ребіндер.

## Архітектура
У 1770-х роках було зведено здебільшого одноповерхову, з видатними крилами, головну будівлю в стилі раннього класицизму. Кути будівлі рифлені і поверхня стіни прикрашена  лопатками. Центральну частину як фасадного так і заднього боку будівлі прикрашає прибудова з трикутним фронтоном шириною в три вікна.
До нас дійшла побудована на початку XVIII ст. стара архаїчна будівля, яка пізніше використовувалося як будинок керуючого мизою.
Зведено було також безліч садибних будівель. Навпроти головного будинку були побудовані сарай, а також стайня і каретний гараж. Господарські споруди були в основному розташовані на північному сході від головної будівлі.
В даний час миза перебуває в приватному володінні. Крім головного будинку збереглося також безліч додаткових споруд.

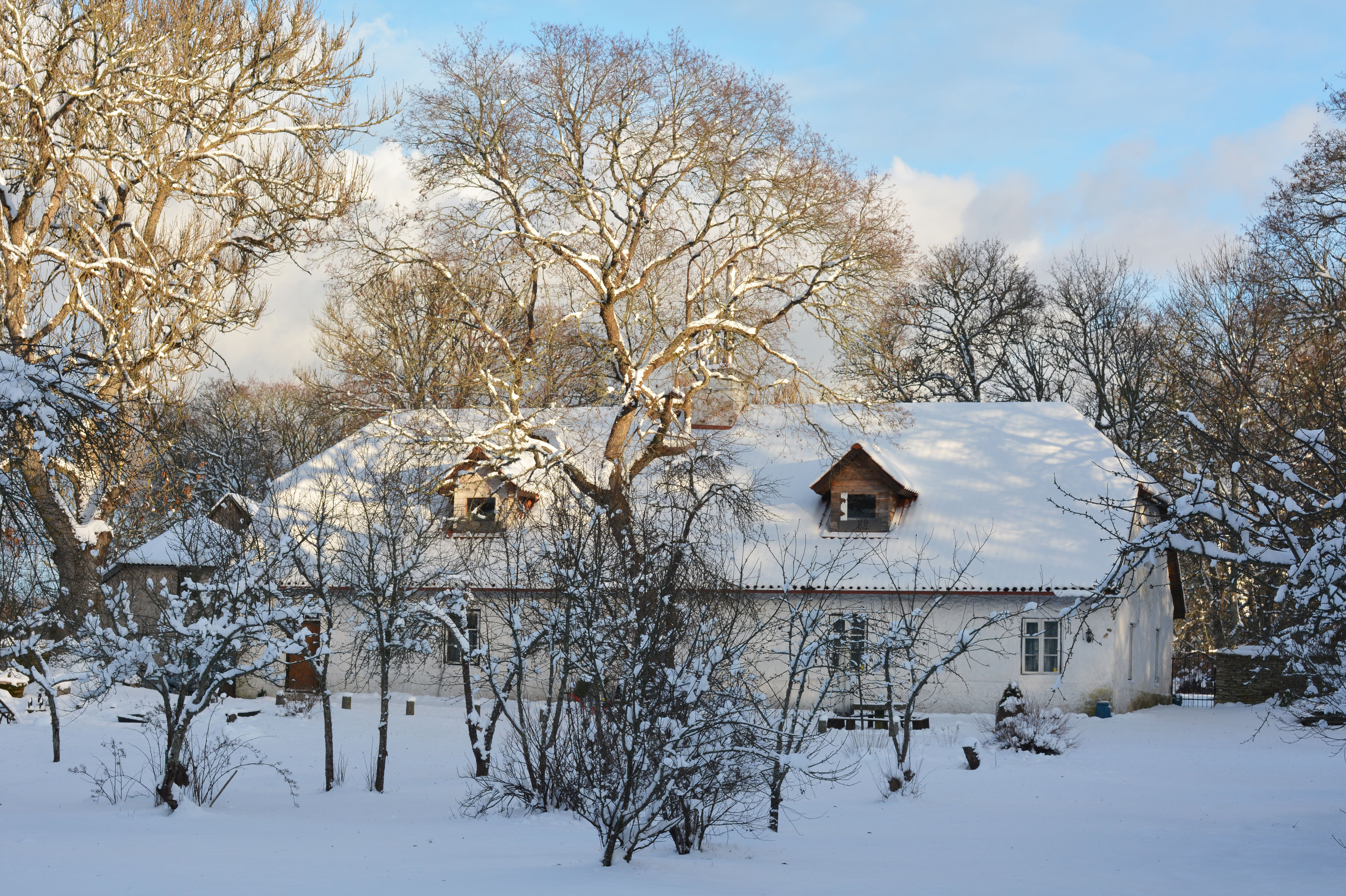
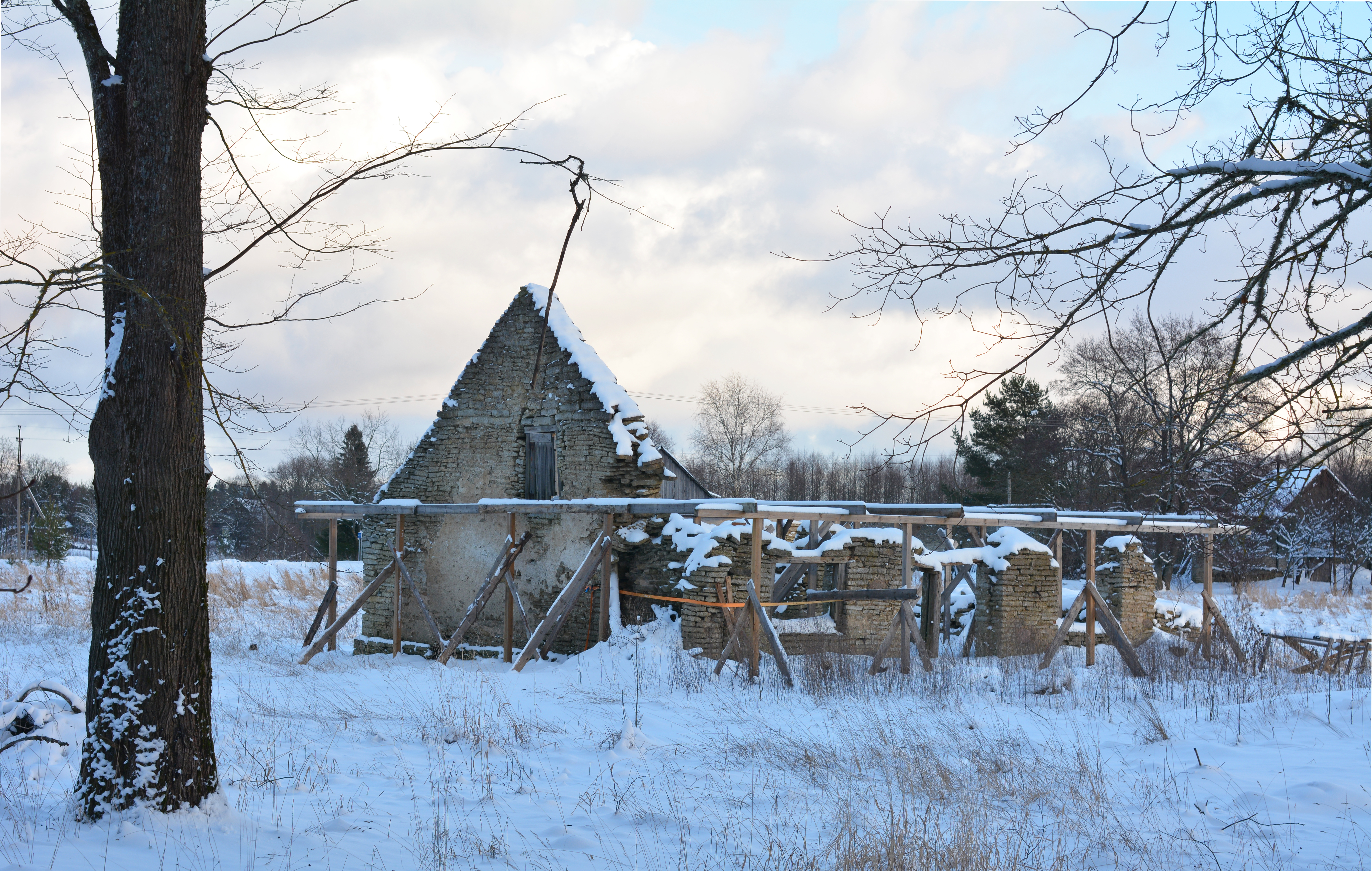
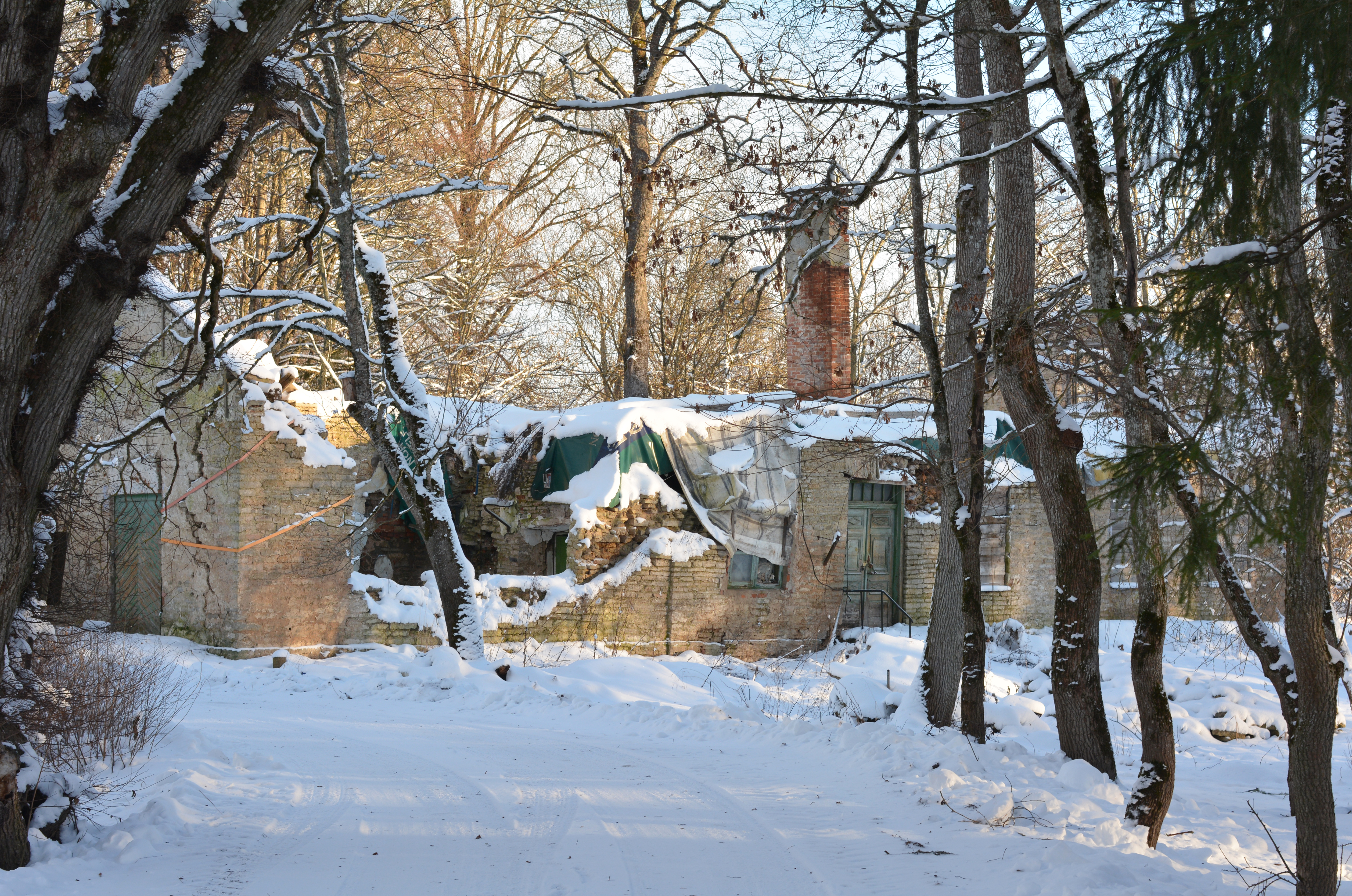
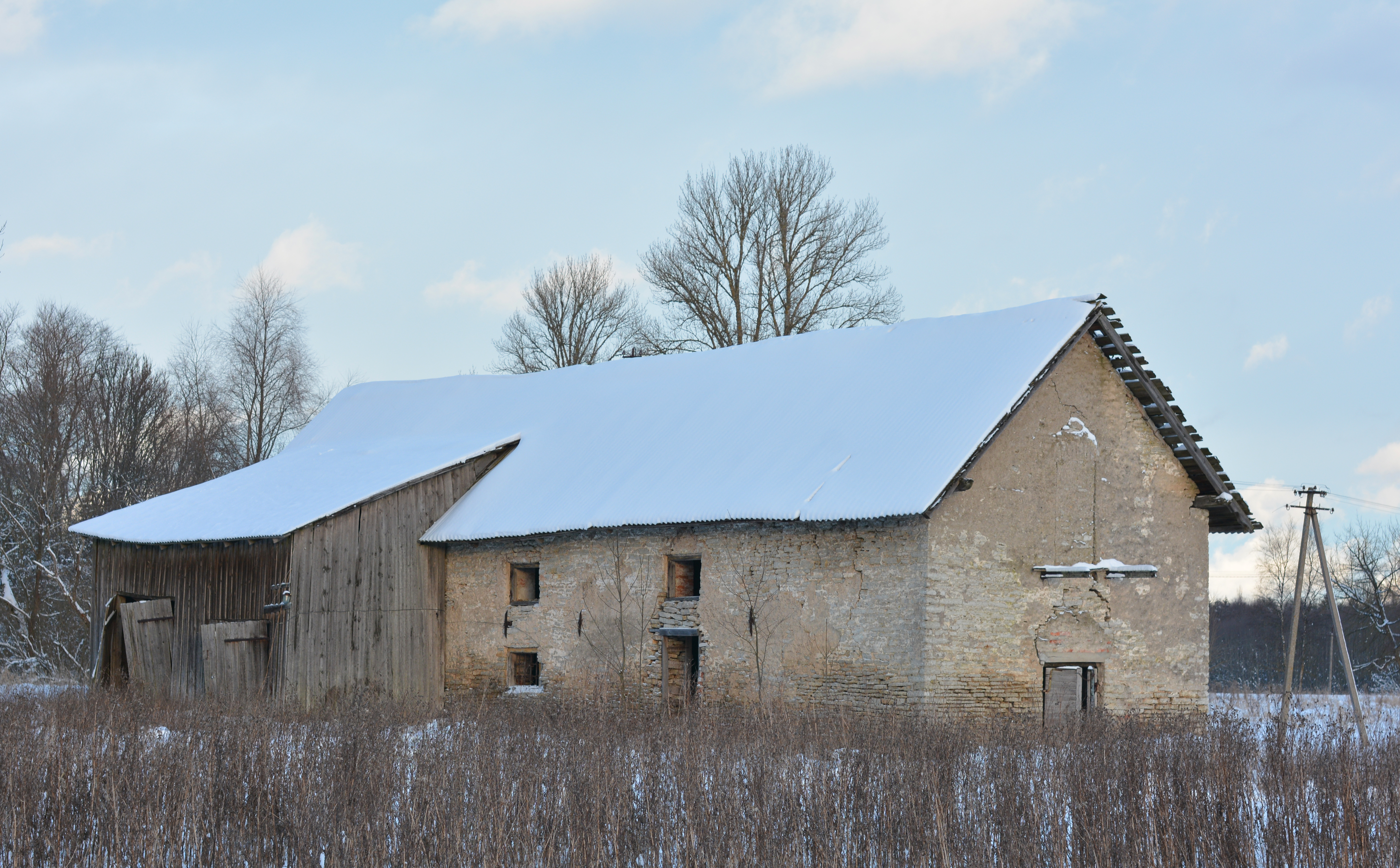
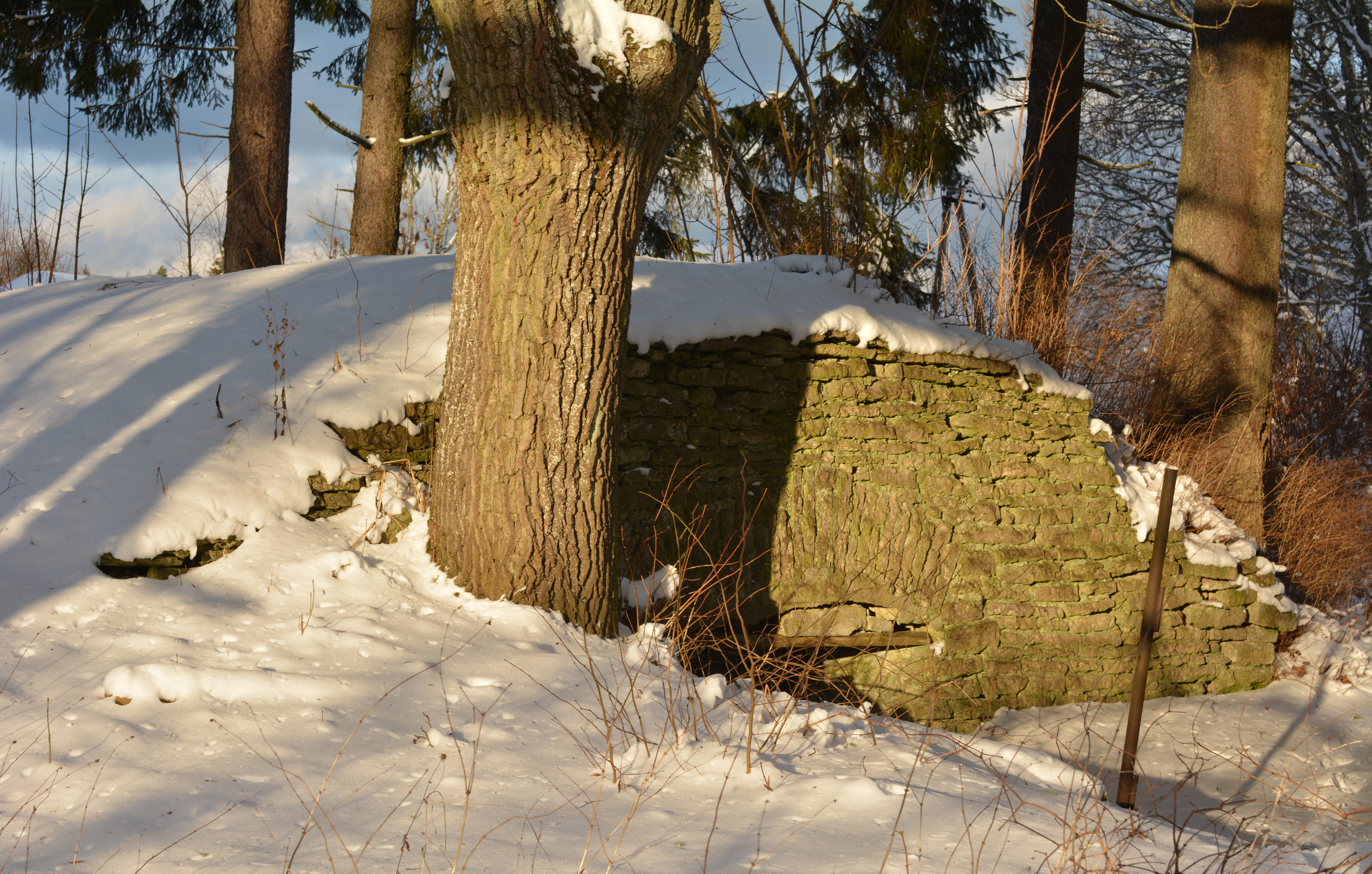

## Приход
Згідно з історичним адміністративним поділом, миза Кодасоо відноситься до  приходу Куусалу (ест. Kuusalu kihelkond).

## Ресурси Інтернета
- Портал про мизах Естонії (ест.)[недоступне посилання з квітня 2019]